# L'Horloge (music-hall)
Pour les articles homonymes, voir L'Horloge.
Ne doit pas être confondu avec Concert de l'Horloge (Faubourg-Montmartre) ou Concert de l'Horloge (Lyon).

L'Horloge est d'abord un café-restaurant ouvert, en 1840, dans les jardins des carrés des Fêtes. Il devient un café-concert, en 1848, démoli en 1855, lors de la construction du Palais de l'Industrie, reconstruit la même année, dans le carré Ledoyen des jardins des Champs-Élysées, avenue Edward-Tuck,  agrandi, en 1858. En 1897, Joseph Oller y installe son Jardin de Paris. Il est fermé puis démoli, en 1914.

## Direction
- 1872 : Vivier, chef d'orchestre Javelot
- Charles Debasta, secrétaire général Maxime Guy[Quand ?]
- 1897 : Joseph Oller

## Troupe
- Eugénie Fougère
- Yvette Guilbert

## Galerie

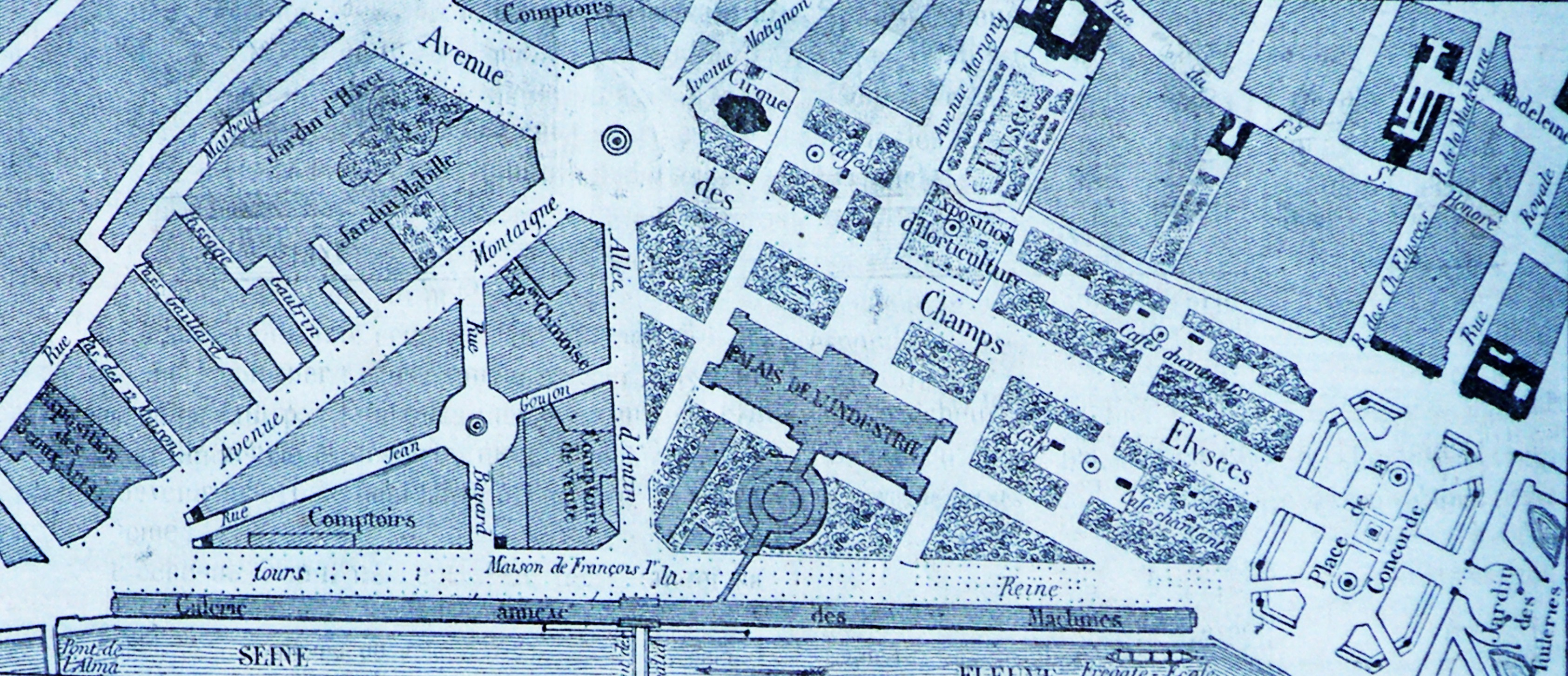
Localisation sur un plan de Paris, café chantant
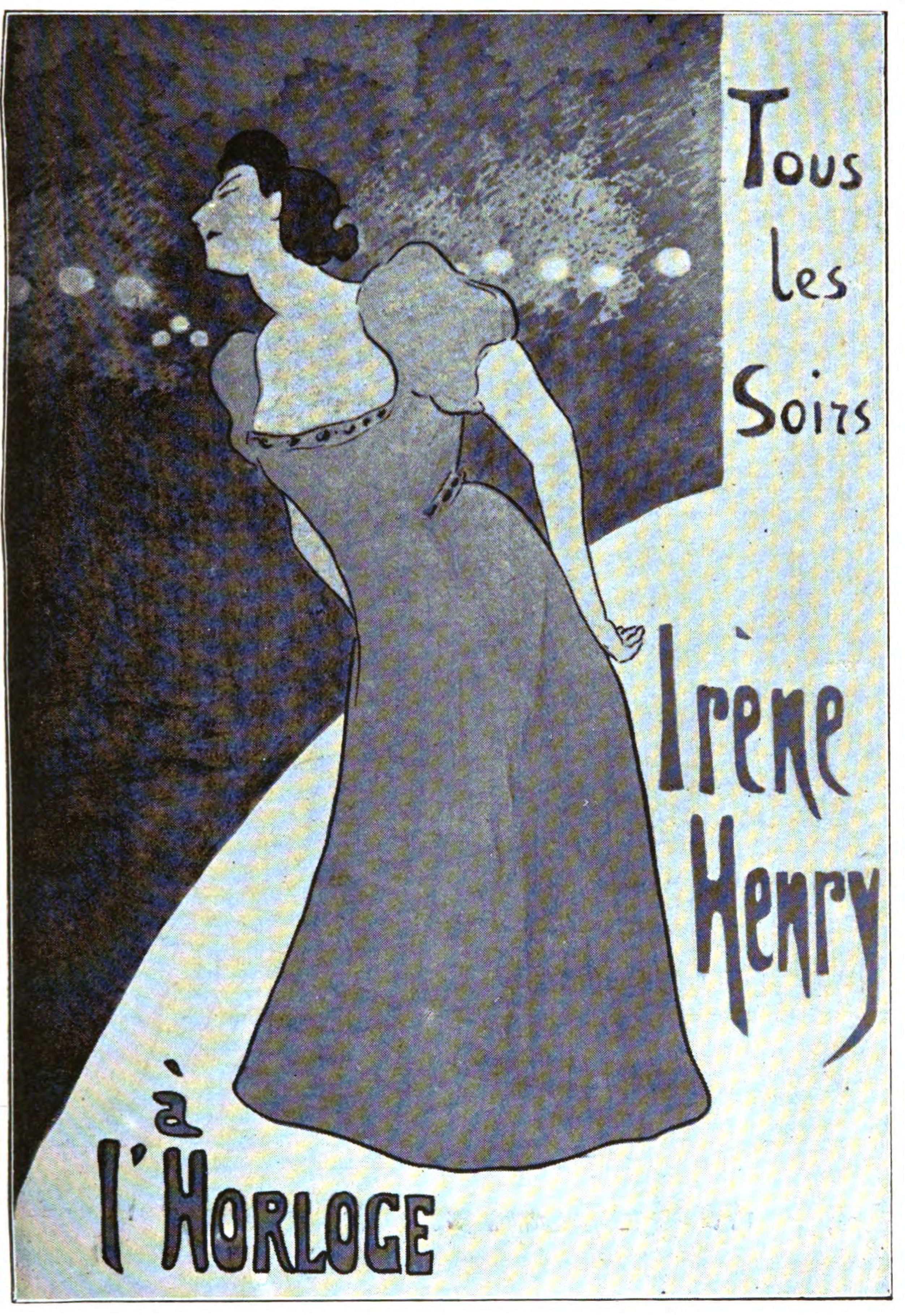
Henri-Gabriel Ibels (1896)
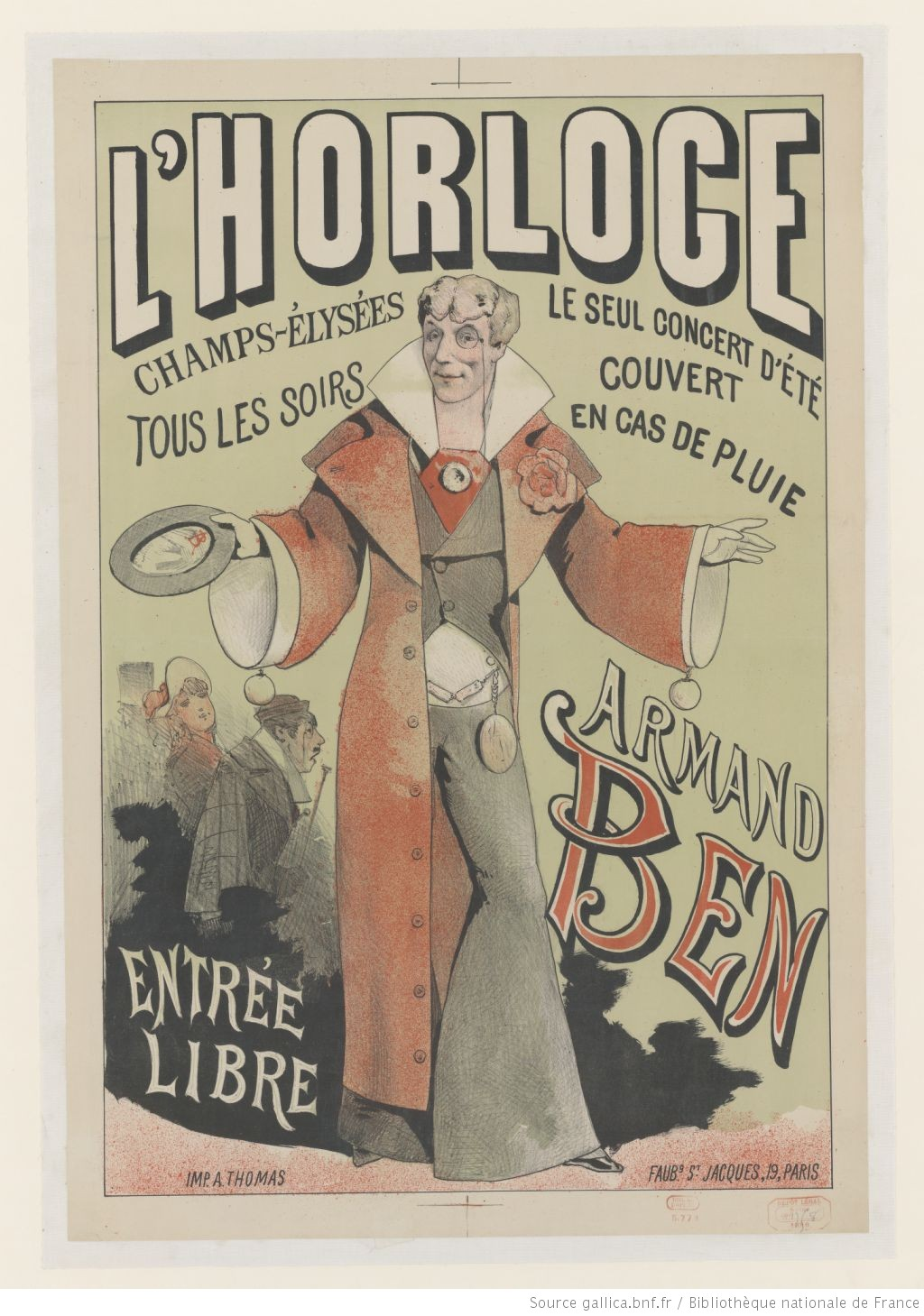
Armand Ben